# ГЕС Xiàbǎndì
ГЕС Xiàbǎndì (下坂地水电站) — гідроелектростанція на північному заході Китаю в провінції Сіньцзян. Знаходячись перед ГЕС Qírèhātǎěr, входить до складу каскаду на річці Ташкурган (Tashiku'er), лівій притоці Яркенду — центральної твірної Тариму (безсточний басейн озера Лобнор).
У межах проекту річку перекрили насипною греблею із асфальтобетонним ущільненням висотою 78 метрів, довжиною 406 метрів та шириною по гребеню 10 метрів. Вона утримує водосховище з об'ємом 867 млн м3 та нормальним рівнем поверхні на позначці 2960 метрів НРМ.
Зі сховища через лівобережний гірський масив прокладено дериваційний тунель довжиною 4,6 км з діаметром 5,2 метра, який переходить у напірний водовід діаметром 4,8 метра. В системі також працює вирівнювальний резервуар із двох камер — верхньої завдовжки 90 метрів з перетином 8х10 метрів та нижньої завдовжки 60 метрів з діаметром від 8 до 6 метрів — і шахти, що їх з'єднує, заввишки 76 метрів з діаметром 10 метрів.
Підземний машинний зал має розміри 70х18 метрів, крім того, знадобилось окреме приміщення для трансформаторного обладнання розмірами 58х15 метрів. Основне обладнання станції становлять три турбіни типу Френсіс потужністю по 50 МВт, які використовують напір від 156 до 215 метрів та забезпечують виробництво 464 млн кВт-год електроенергії на рік.
Видача продукції відбувається по ЛЕП, розрахованій на роботу під напругою 110 кВ.